# Leucocoryne lituecensis
Leucocoryne lituecensis är en amaryllisväxtart som beskrevs av Pierfelice Ravenna. Leucocoryne lituecensis ingår i släktet Leucocoryne och familjen amaryllisväxter. Inga underarter finns listade i Catalogue of Life.